# Renate Seydel
Pour les articles homonymes, voir Seydel.
Renate Seydel, ou Renate Seydelová, née en 1935 à Schenkendorf (Mittenwalde dans le Brandebourg) est une femme de lettres, une éditrice et une libraire allemande.
On lui doit d'une part de grandes biographies d'actrices (Asta Nielsen, Marlène Dietrich, Romy Schneider, Magda Schneider), mais aussi plusieurs essais régionalistes sur les îles de la mer Baltique, telles que Hiddensee, Rügen ou Usedom.

## Œuvres

### Comme éditrice
- Und jedermann erwartet sich ein Fest – Liebeserklärungen internationaler Stars an Theater und Film, Berlin 1984
- Geboren unter jedem Himmel – Erinnerungen berühmter Schauspieler, Berlin 1986
- Bewundert viel und viel gescholten – Liebeserklärungen internationaler Stars an Theater und Film, Berlin 1987
- Aller Anfang ist schwer – Schauspieler erzählen über ihre ersten Filme, Berlin 1988

### Comme auteur
- Marlene Dietrich – eine Chronik ihres Lebens in Bildern und Dokumenten, Berlin 1990
- Rügen und Hiddensee aus der Luft, Berlin 1993, photos Günter Schneider
- Hiddensee aus der Luft, Berlin 1995, photos Günter Schneider
- Usedom und die Haffküste aus der Luft, Berlin 1995, photos Günter Schneider